# Kneževac (Sjenica)
Pour les articles homonymes, voir Kneževac.
Kneževac (en serbe cyrillique : Кнежевац) est un village de Serbie situé dans la municipalité de Sjenica, district de Zlatibor. Au recensement de 2011, il comptait 95 habitants.

## Démographie
| 1948 | 1953 | 1961 | 1971 | 1981 | 1991 | 2002 | 2011 |
| ---- | ---- | ---- | ---- | ---- | ---- | ---- | ---- |
| 219  | 219  | 202  | 165  | 131  | 123  | 105  | 95   |

|  |